# Millie Small
Millicent Dolly May Small (Clarendon, Jamaica, 6 de octubre de 1946-Londres, 5 de mayo de 2020) fue una cantante y compositora jamaiquina conocida por su sencillo de 1964 "My Boy Lollipop", éxito mundial que llegó al N°2 en la lista de Billboard Hot 100.

## Biografía
Small nació en la localidad de Gibralter, en Clarendon, Jamaica, hija del capataz de una plantanción de caña de azúcar. Como muchos otros cantantes Británicos, la carrera de Millie Small, comienza al ganar el popular concurso de talentos Vere Johns Opportunity Hour , con tan sólo 12 años. Deseosa de conseguir una carrera como cantante se trasladó a vivir con unos familiares a Kingston. En su adolescencia, grabó un dueto con Owen Gray ("Sugar Plum") en 1962 y más tarde otro con Roy Panton bajo la producción de Coxsone Dodd para el sello discográfico jamaicano Studio One como 'Roy and Millie'. Juntos llegaron a cosechar un éxito local con "We'll Meet".
Los éxitos de Small en Reino Unido llamaron la atención de Chris Blackwell, quien convertido en su mánager y tutor legal, la llevó en 1963 a Londres, donde se sometió a un intenso curso de danza y dicción. Allí realizó su cuarta grabación, una versión del tema "My Boy Lollipop", originalmente grabado por Barbie Gaye en 1956, con arreglos del músico jamaicano Ernest Ranglin. zo de 1964, resultando un éxito masivo, llegando al puesto número 2 de las listas UK Singles Chart y Billboard Hot 100, así como el puesto número 3 en Canadá, y el número 1 en Australia. En un primer momento, el sencillo vendió más de 600.000 copias en el Reino Unido. 
Incluidos sencillos, álbumes y recopilatorios, la canción ha vendido más de siete millones de copias en todo el mundo. Sus siguientes sencillos, "Sweet William" y "Bloodshot Eyes", entraron en las listas de éxitos en el Reino Unido, alcanzando los puestos 30 y 48 respectivamente,  "Sweet William" llegó al 40 en Estados Unidos. "My Boy Lollipop" volvió a entrar en las listas en el Reino Unido en 1987, alcanzando el puesto 46.
El éxito de "My Boy Lollipop" fue doblemente significativo para la historia del pop británico. Fue el mayor éxito de Island Records (en Estados Unidos fue publicado por Smash Records subsidiaria de Mercury Records), y Small fue la primera cantante en conseguir un éxito con un tema de estilo bluebeat, un género musical emergente en el Reino Unido de la época, antecedente directo de reggae.
En 1964 tuvo una aparición en programa especial sobre los Beatles, Around The Beatles.
El 6 de marzo de 1965, Small apareció en el programa de la televisión australiana Bandstand. Actuó en el Sidney Myer Music Bowl de Melbourne, como parte del Festival Moomba. Interpretó "My Boy Lollipop", "What Am I Living For" y "See You Later, Alligator".
El 6 de agosto de 2011, 49 aniversario de la independencia de Jamaica, el Gobernador General condecoró a Small con la Orden de la Distinción, por su contribución a la industria musical jamaicana. El galardón le fue entregado por el ex primer ministro Edward Seaga.
En julio de 2012, Small declaró que había estado grabando de nuevo y planeaba actuar en Reino Unido por primera vez en más de 40 años.

## Vida personal
Tuvo una breve relación con Peter Asher, integrante del dúo Peter & Gordon.
Vivió en Singapur entre 1971 y 1973, antes de regresar a Inglaterra, donde residió hasta su muerte. Tuvo una hija.

## Muerte
Millie Small murió el 5 de mayo de 2020 en Londres, según los informes, por un derrame cerebral. La noticia de su muerte fue anunciada por primera vez al Observador de Jamaica por Chris Blackwell, quien conoció a Small unos 12 años antes de su muerte. La recordaba como "una persona dulce" con un "gran sentido del humor". Blackwell también le dio crédito por popularizar el ska a nivel internacional "porque fue su primer disco exitoso".

## Discografía

### Álbumes
- My Boy Lollipop (1964, Smash)
- Sings Fats Domino (1965, Fontana)[13]
- Time Will Tell (1970/2004, Trojan)